# Festival Internacional de la Cultura de Boyacá 2002
La 30.ª edición del Festival Internacional de la Cultura de Boyacá, celebrada en la ciudad colombiana de Tunja, tuvo lugar entre el 2 y 9 de septiembre de 2002. Único en su género, esta edición fue un espacio donde se manifestaron diversas expresiones artísticas y culturales de Colombia y el mundo. En su versión número XXX, contó con muestras de artesanías boyancenses, artes plásticas, artesanías nacionales e internacionales, literatura, gastronomía, patrimonio documental, zaranda cultural, cine y video, música , danza y teatro.
El Festival Internacional de la Cultura, inició en 1973, en ese entonces, Gustavo Mateus Cortés jefe de Relaciones Públicas de la Industria Licorera de Boyacá, tuvo la idea de organizar en esa semana la “Semana de la Cultura”. Para el evento participaron artistas de renombre nacional e internacional. Posteriormente fue creado el Instituto de Cultura y Bellas Artes de Boyacá, con el fin de continuar realizando el evento que año tras año, tomaba más fuerza.
Otros eventos:
- Danzas: Casanare, Risaralda, Guajira, Cundinamarca y Santander.
- Teatro: Medellín, Bogotá, Bucaramanga
- Música: Sinfónica Juvenil de Cundinamarca.
- Concierto de Música Colombiana

## Países Participantes
| País participante | Artista                                                                      |
| ----------------- | ---------------------------------------------------------------------------- |
| Canadá            | Exposiciones.                                                                |
| China             | Exposiciones y Cine                                                          |
| Colombia          | Anfitrión                                                                    |
| Corea del Sur     | Exposición y Ballet                                                          |
| Costa Rica        | Dos Grupo de Danza: Danzas Folclórica de Costa Rica y Grupo de Danza Teatro. |
| Cuba              | Grupo Basilio, Grupo de Nereida Naranjo y Grupo de Marcel Pimienta           |
| India             | Grupo de Danzas y Gastronomía                                                |
| Irán              | Pianista y su Grupo.                                                         |
| Israel            | Exposición de Fotografía                                                     |
| Japón             | Exposición de Artesanías                                                     |
| Palestina         | Exposición de Nácar y Conferencia dictada por el embajador Ibrahim Al Zeben  |
| Paraguay          | Grupo Musical                                                                |
| Perú              | Exposición                                                                   |
| Portugal          | Pianista y Película                                                          |
| Uruguay           | Artesanías                                                                   |
| Venezuela         | Danza, Teatro y Exposición                                                   |